# Língua pazeh
Pazeh (também escrito Pazih ou Pazéh) é a linguagem extinta anteriormente falada pelo povo Pazeh, um povo aborígene do Taiwan, que habita o condado de Miaoli e a região de Taichung. Foi uma língua formosana da família linguística austronésia.
A última falante nativa de Pazeh, Pan-Jin yu, faleceu em 2010, aos 96 anos de idade. Antes de sua morte, ela oferecia aulas de Pazeh para duzentos estudantes regulares em Puli, e para um número menor de alunos nas cidades de Miaoli e Taichung. Kulun (às vezes também escrito Kulon) era um dialeto do idioma, que foi extinto antes. O termo "fan" (番, bárbaro) era usado pelos taiwaneses para se referir de forma pejorativa os povos aborígenes, e, além da discriminação étnica, o dialeto Hoklo-Taiwanês foi forçado sobre os aborígenes, como o povo Pazeh. O Taiwanês hoklo foi gradualmente substituindo o uso do Pazeh e levou o idioma à beira de sua extinção no começo da década de 2000. Como a etnia não era reconhecida pelo governo do Taiwan, o status de aborígene foi requisitado por diversos grupos de aborígenes (Pingpu) do país, incluindo o povo Pazeh, para que a oficialização de suas etnias ajudassem a preservar a cultura e o idioma dos diferentes povos; no entanto, a oficialização não ocorreu, e o idioma acabou por ser extinto com a morte de Pan-Jin yu.

## Escrita
A língua Pazeh usa o alfabeto latino sem as letras O, C, F, J, Q, V. Usam-se as formas Ng, Aa, Ay, Aw, Iw, Uy.

## Fonologia
A língua Pazeh conta com 17 consoantes, 4 vogais e 4 ditongos (-ay, -oh, -ui, -iw).
| Labial      | Coronal¹ | Palatal | Velar | Glotal |
| ----------- | -------- | ------- | ----- | ------ |
| Nasal       | m        | n       | ŋ     |        |
| Pausa       | p b      | t d     | k ɡ3  | (ʔ)²   |
| Fricativa   | s z4     | x       | h5    |        |
| Rótica      | ɾ        |         |       |        |
| Aproximante | l        | j       | w     |        |

1. /t/ e /d/, na verdade, não compartilham o mesmo ponto de articulação; /d/ é alveolar ou prealveolar e /t/ (bem como /n/) é interdentária. Outras consoantes coronais tendem a ser prealveolares ou pós-dentais.
2. A distribuição para a consoante oclusiva glotal é alofônica, aparecendo apenas como entre-vogais, antes de vogais iniciais e depois de vogais finais.
3. /z/ é, na verdade, uma africação alveolar/prealveolar [dz] e ocorre apenas como início de sílabas.

Apesar de Pazeh contrastar obstuentes vocais e não-vocais, esse contraste é neturalizado em posições venais para pausar labiais e velares, aonde só /p/ e /k/ ocorrem, respectivamente. /l/ e /n/ são também neutralizados.
| Anterior | Central | Posterior |     |
| -------- | ------- | --------- | --- |
| Fechar   | i       | u         |     |
| Médio    | (ɛ)     | ə         | (o) |
| Aberto   | a       |           |     |

## Estrutura
A estrutura de morfema mais comum do idioma é CVCVC, onde C é qualquer consoante e V é qualquer vocal. Aglomerações de consoantes são raras, e consistem apenas de uma consoante nasal com um obstruente homorgânico, ou o elemento de deslize de um ditongo.

## Gramática
Como  Bunun,  Seediq, Squliq  atayal, Mantauran  Rukai, e as línguas tsouicas, Pazeh não distingue entre substantivos comuns e nomes pessoais, como faz o Saisiyat (Li 2000). Embora intimamente relacionado com Saisiyat, a linguagem Pazeh não tem o infixo -um- que está presente em Saisiyat.

### Morfologia
O Pazeh faz muito uso de afixos, infixos, sufixos e circunfixos, bem como reduplicação. Pazeh também tem "marcação de foco" em sua morfologia verbal. Além disso, os verbos podem ser estativos ou dinâmicos.
Existem quatro tipos de foco em Pazeh (Li 2000).
1. Foco no agente (AF): mu-, me-, mi-, m-, ma-, ∅-
2. Foco no paciente (PF) -en, -un
3. Locative-focus (LF): -um
4. Foco-referencial (RF): sa-, saa-, si-

Os afixos a seguir são usados em verbos Pazeh (Li 2000).
- -in- 'perfectivo'
- -a 'progressivo'
- - foco de ator ', irrealis', 'foco paciente', irrealis '
- -i 'imperativo focado em não agente'

O seguinte também é usado para marcar o aspecto (Li 2000).
- Reduplicação da primeira sílaba do radical verbal - 'progressivo'
- lia - "já"

### Afixos
Os afixos Pazih conforme Li (2001:10–19).
Prefixos
- ha: estativo
- ka-: indiferente
- kaa-: nominal
- kai-: ficar em um determinado local
- Kali-an: suscetível a, involuntariamente
- m: foco do agente
- ma- (ka): estativo
- ma- (pa-): ter (substantivo); foco do agente
- maa [ka] - (paa [ka] -): - mutuamente, recíproco
- maka- (paka-): suportar, trazer
- mana (pana): lavar (partes do corpo)
- mari- (pari-): suportar, dar à luz (de animal)
- maru- (paru-): pôr ovos ou dar à luz
- masa-: prefixo verbal
- masi- (pasi-): mover-se, vestir
- mata: (número de) vezes
- mati- (pati-): carregar, usar, pegar
- matu- (patu): para construir, erguer, configurar
- maxa- (paxa-): produzir, produzir; tornar-se
- maxi- (paxi-): ter, trazer à luz; olhar com cuidado
- me-, mi- (pi-), mi- (i-): foco no agente
- mia- (pia-): no sentido de ir
- mia- qual deles; número ordinal
- mu- (pu-): foco no agente (-um- em muitas outras línguas formosas); liberar
- pa-: verbalizador; verbo ativo e causativo
- paka-: verbo causativo, estativo
- papa: cavalgar
- pu-: para pavimentar
- pu-an: foco locativo, localização
- sa- ~ saa-, si-: instrumental-focus, algo usado para ..., ferramentas
- si-: ter, produzir; ir (para um local)
- si- aan: trazer à luz, ter um crescimento no corpo
- ta: agente, um especializado em ...; prefixo nominal; prefixo verbal
- tauan: um local de encontro
- tau-: agentivo
- ha:*taxa-: sentir vontade de fazer; ter uma postura especial
- taxi: para baixar o corpo
- taxu: para se movimentar
- ti-: conseguir algo indesejável ou desconfortável
- tu- estativo
- xi-: para virar, para reverter

Infixos
- -a-: progressivo, durativo
- -em-: perfectivo

Sufixos
- -an: foco locativo, localização
- -an ~ -nan: pronome locativo ou nome pessoal
- -aw: foco no paciente, futuro
- -ay: foco locativo, irreal
- -en ~ -un: foco no paciente
- -i: foco no paciente, imperativo; vocativo, para um parente mais velho
- CV- -an: localização

### Sintaxe
Embora originalmente uma linguagem verbo-inicial, Pazeh freqüentemente usa construções de sentença SVO (verbo-medial) devido à influência do chinês.
Existem quatro marcadores de caso em Pazeh (Li 2000).
1. ki  Nominativo
2. ni  Genitivo
3. di  Locativo
4. u  Oblique

Pazeh tem os seguintes negadores (Li 2001: 46).
- ini - não, não
- uzay - não
- kuang ~ kuah - não existe
- mayaw - ainda não
- nah - não quero
- ana - não

### Pronomes
Os pronomes pessoais de Pazeh abaixo são conforme Li (2000). ( Nota : vis. = Visível, prox. = próximo)
| Tipo de Pronome | Neutral | Nominative | Genitive   | Locative        |
| --------------- | ------- | ---------- | ---------- | --------------- |
| 1s.             | yaku    | aku        | naki       | yakuan, yakunan |
| 2s.             | isiw    | siw        | nisiw      | isiwan          |
| 2s. (prox.)     | imini   | mini       | nimini     | iminiyan        |
| 3s. (vis.)      | imisiw  | misiw      | nimisiw    | misiwan         |
| 3s. (not vis.)  | isia    | sia        | nisia      | isiaan          |
| 1p. (incl.)     | ita     | ta         | nita (ta-) | itaan           |
| 1p. (excl.)     | yami    | ami        | nyam(i)    | yamian, yaminan |
| 2p.             | imu     | mu         | nimu       | imuan           |
| 2p. (prox.)     | yamini  | amini      | naamini    | yaminiyan       |
| 3p. (vis.)      | yamisiw | amisiw     | naamisiw   | yamisiwan       |
| 3p. (não vis.)  | yasia   | asia       | naasia     | yasiaan         |

## Numerais
Pazeh e Saisiyat são as únicas línguas formosanas que não possuem um sistema numérico bipartido que consiste em numerais humanos e não humanos. (Li 2006). Pazeh é também a única linguagem que forma os numerais 6 a 9 por adição (no entanto, Saisiyat, que está intimamente relacionado a Pazeh, expressa o número 6 como 5 + 1 e 9 como 10 e menos; 1.)
- 1 = ida adang
- 2 = dusa
- 3 = turu
- 4 = supat
- 5 = xasep
- 6 = 5 + 1 = xaseb-uza
- 7 = 5 + 2 = xaseb-i-dusa
- 8 = 5 + 3 = xaseb-i-turu
- 9 = 5 + 4 = xaseb-i-supat

O número "cinco" em Pazeh, "xasep", é similar a Saisiyat "Laseb", Taokas "hasap", Babuza "nahup" e Hoanya "hasip" (Li 2006). Li (2006) acredita que a similaridade é mais provável por causa de empréstimo entre as línguas do que da origem comum. Laurent Sagart considera esses numerais como retenções antigas do proto-austronésio, mas Paul Jen-kuei os considera inovações locais. Ao contrário de Pazeh, as línguas aborígines das planícies, bem como as línguas atayalicas, usam 2 & vezes; 4 para expressar o número 8. (As Atayalicas assim como a língua thao também usam 2 & vezes (x) 3 para expressar o número 6.) Saisiyat, Thao, Taokas e Babuza usam 10 e menos ; 1 para expressar 9, enquanto Saisiyat usa 5 + 1 para expressar 6 como Pazeh faz. The çíngua ilongot das Filipinas também deriva numerais do mesmo modo que o Pazeh (Blust 2009:273).
Além disso, numerais podem funcionar como substantivos e verbos em todas formosanas, incluindo Pazeh.